# Leichtathletik-Europameisterschaften 2022/100 m Hürden der Frauen

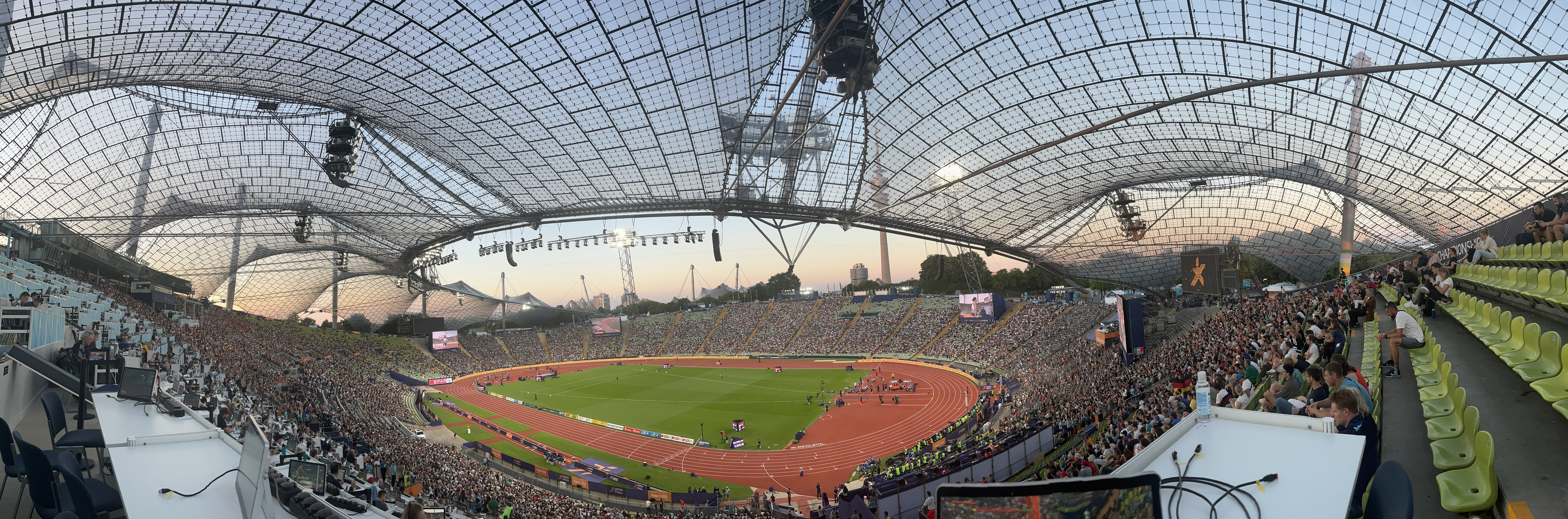
Das Olympiastadion in München während der Europameisterschaften 2022

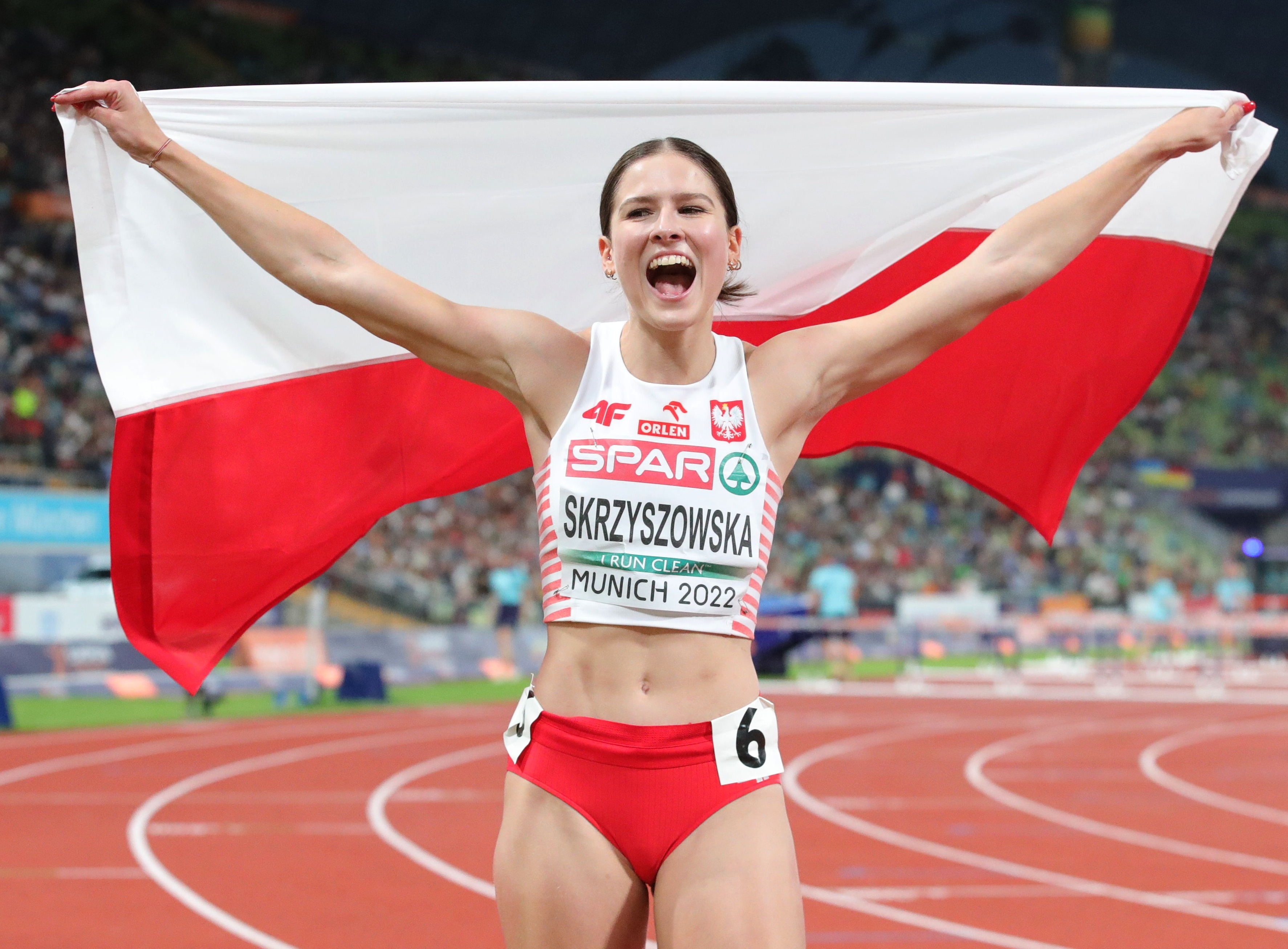
Pia Skrzyszowska nach dem Gewinn der Goldmedaille

Der 100-Meter-Hürdenlauf der Frauen bei den Leichtathletik-Europameisterschaften 2022 wurde am 20. und 21. August 2022 im Olympiastadion der deutschen Stadt München ausgetragen.
Europameisterin wurde die Polin Pia Skrzyszowska, die am selben Tag noch Silber mit der polnischen 4-mal-100-Meter-Staffel gewann. Im Hürdensprint ging Silber an die Ungarin Luca Kozák. Bronze errang die Schweizerin Ditaji Kambundji.

## Rekorde

### Bestehende Rekorde
| Weltrekord           | 12,12 s | Tobi Amusan      | WM Eugene, USA               | 23. Juli 2022   |
| Europarekord         | 12,21 s | Jordanka Donkowa | Stara Sagora, Bulgarien      | 20. August 1988 |
| Meisterschaftsrekord | 12,38 s | Jordanka Donkowa | EM Stuttgart, BR Deutschland | 29. August 1986 |

Der bestehende EM-Rekord wurde bei diesen Europameisterschaften nicht erreicht. Die schnellste Zeit erzielte die polnische Europameisterin Pia Skrzyszowska mit 12,53 s, womit sie fünfzehn Hundertstelsekunden über dem Rekord blieb. Zum Europarekord fehlten ihr 32 Hundertstelsekunden, zum Weltrekord 41 Hundertstelsekunden.

### Rekordverbesserungen
Ein Landesrekord wurde zunächst neu aufgestellt und später noch einmal egalisiert:
- 12,69 s (neuer Rekord) – Luca Kozák (Ungarn), zweites Halbfinale am 21. August bei einem Rückenwind von 0,3 s
- 12,69 s (Rekord egalisiert) – Luca Kozák (Ungarn), Finale am 21. August bei einem Gegenwind von 0,1 s

## Regelungen für die Jahresbesten bis zu Streckenlängen von 400Metern
Wie schon bei den Europameisterschaften 2016 und 2018 waren die zwölf Jahresschnellsten in den Sprints und Hürdensprints bis einschließlich 400 Meter auch hier in München direkt für die Halbfinals qualifiziert. Dort wurden zur Ermittlung der Finalteilnehmerinnen jeweils drei Läufe ausgetragen. Alle anderen Athletinnen mussten sich zunächst in einer Vorrunde für die Semifinalteilnahme qualifizieren.

## Legende
Kurze Übersicht zur Bedeutung der Symbolik – so üblicherweise auch in sonstigen Veröffentlichungen verwendet:
| NR  | Nationaler Rekord                                                                                         |
| e   | egalisiert                                                                                                |
| DSQ | disqualifiziert                                                                                           |
| DNS | nicht am Start (did not start)                                                                            |
| IWR | Internationale Wettkampfregeln                                                                            |
| TR  | Technische Regeln                                                                                         |
| ‡   | eine der zwölf schnellsten Hürdensprinterinnen der Jahresbestenliste (Markierung verwendet im Halbfinale) |

## Vorrunde
20. August 2022
Die Vorrunde wurde in drei Läufen durchgeführt. Die ersten drei Athletinnen pro Lauf – hellblau unterlegt – sowie die darüber hinaus drei zeitschnellsten Läuferinnen – hellgrün unterlegt – qualifizierten sich für das Halbfinale.

### Vorlauf 1

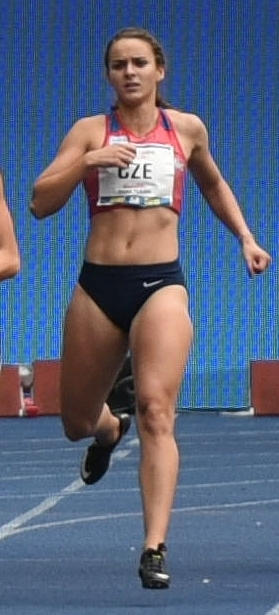
Helena Jiranová – ausgeschieden als Vierte des ersten Vorlaufs
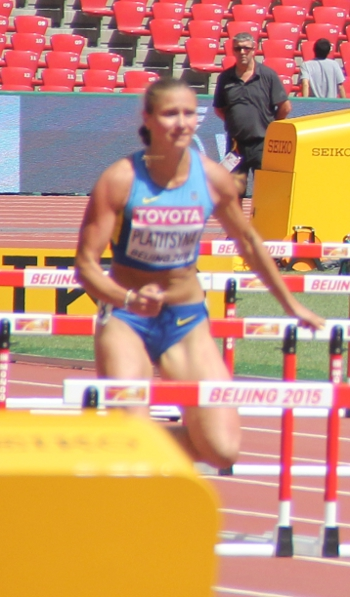
Hanna Plotizyna – ausgeschieden als Sechste des ersten Vorlaufs

20. August 2022, 20:43 Uhr MESZ
Wind: −0,5 m/s
| Platz | Name                 | Nation         | Zeit (s) |
| ----- | -------------------- | -------------- | -------- |
| 1     | Jessica Hunter       | Großbritannien | 13,27    |
| 2     | Laura Valette        | Frankreich     | 13,30    |
| 3     | Klaudia Wojtunik     | Polen          | 13,40    |
| 4     | Helena Jiranová      | Tschechien     | 13,50    |
| 5     | Natalia Christofi    | Zypern         | 13,53    |
| 6     | Hanna Plotizyna      | Ukraine        | 13,66    |
| 7     | Joni Tomičić Prezelj | Slowenien      | 13,68    |
| DNS   | Luminosa Bogliolo    | Italien        |          |

### Vorlauf 2

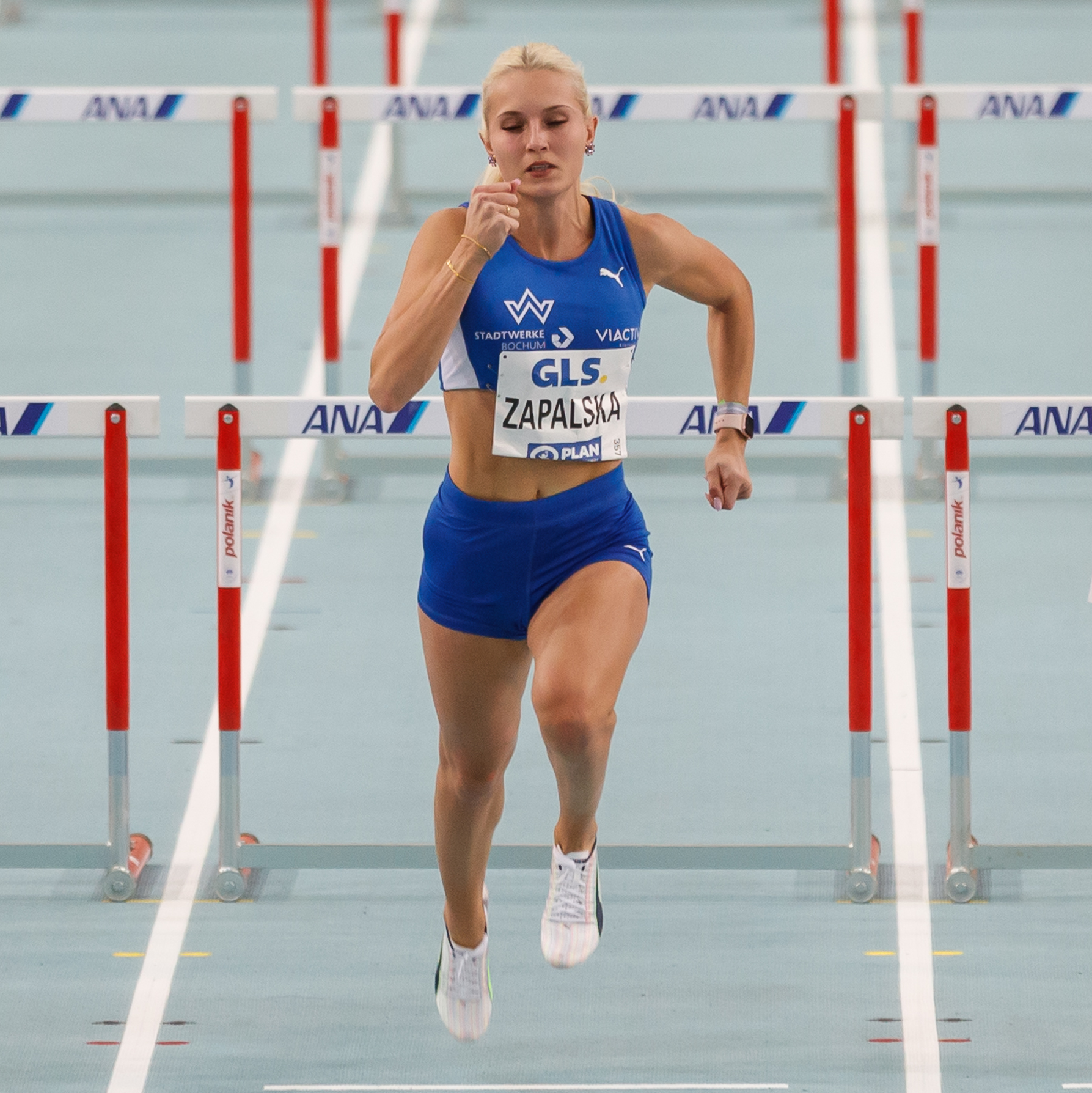
Monika Zapalska – ausgeschieden als Vierte des zweiten Vorlaufs
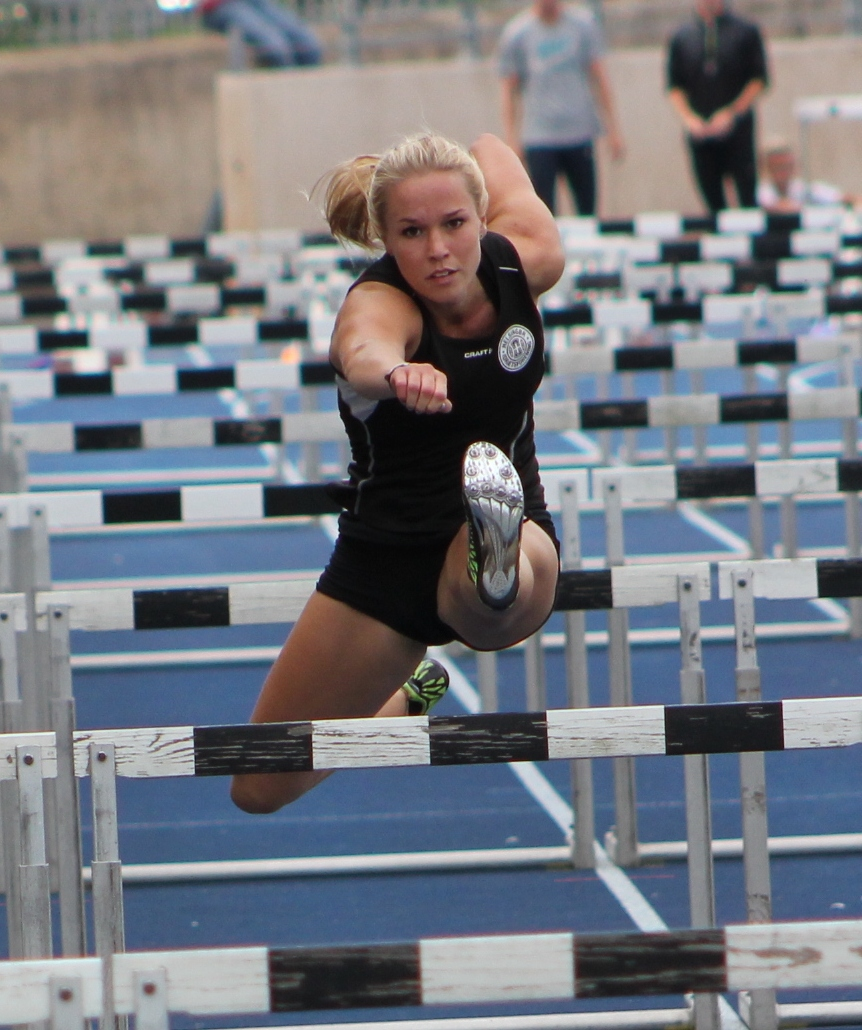
Mathilde Heltbech – ausgeschieden als Fünfte des zweiten Vorlaufs

20. August 2022, 20:51 Uhr MESZ
Wind: −0,7 m/s
| Platz | Name               | Nation       | Zeit (s) |
| ----- | ------------------ | ------------ | -------- |
| 1     | Anne Zagré         | Belgien      | 13,12    |
| 2     | Maayke Tjin-A-Lim  | Niederlande  | 13,26    |
| 3     | Elisavet Pesiridou | Griechenland | 13,33    |
| 4     | Monika Zapalska    | Deutschland  | 13,39    |
| 5     | Mathilde Heltbech  | Dänemark     | 13,41    |
| 6     | Nicla Mosetti      | Italien      | 13,49    |
| 7     | Anja Lukić         | Serbien      | 13,63    |

### Vorlauf 3

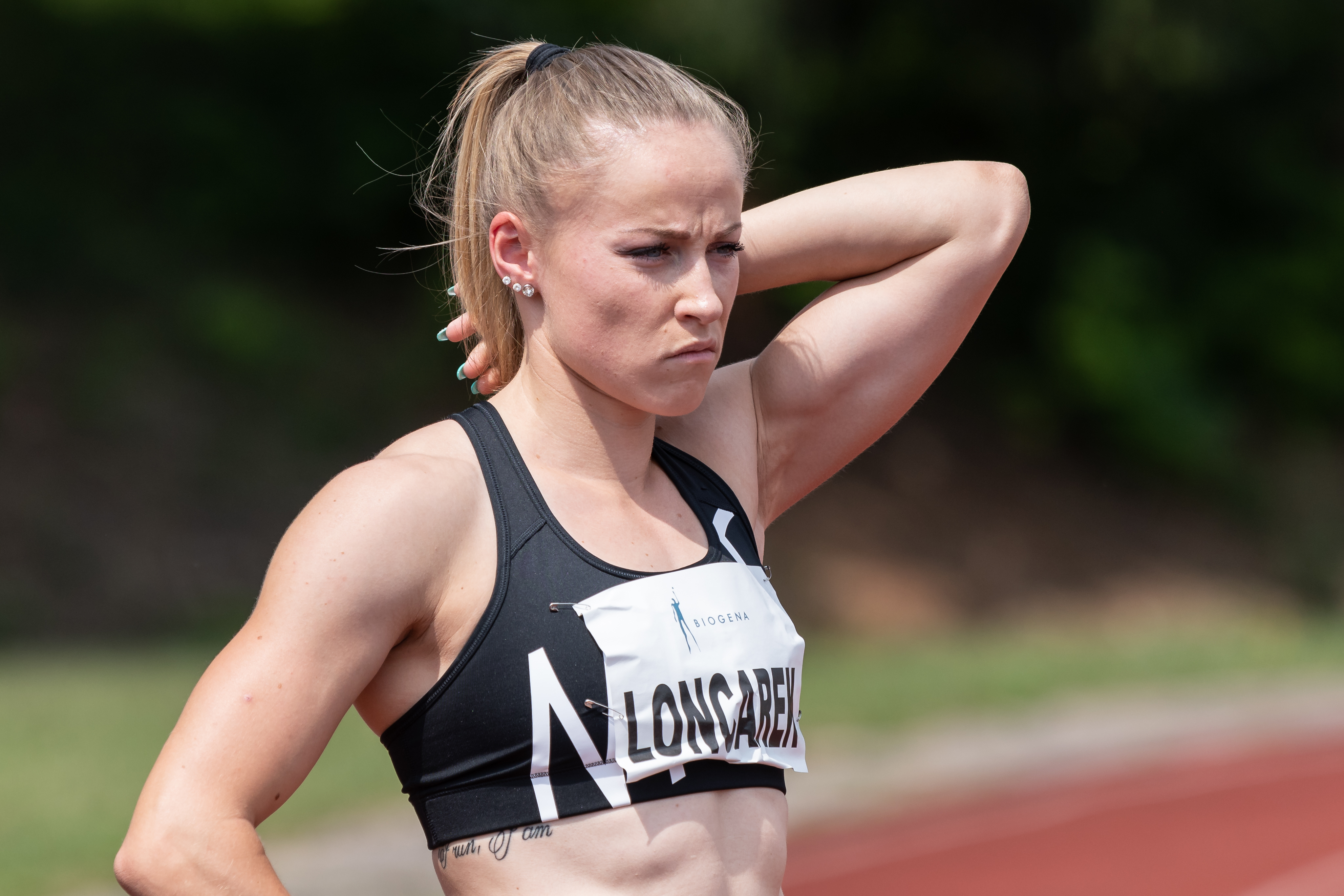
Ivana Lončarek – ausgeschieden als Siebte des dritten Vorlaufs
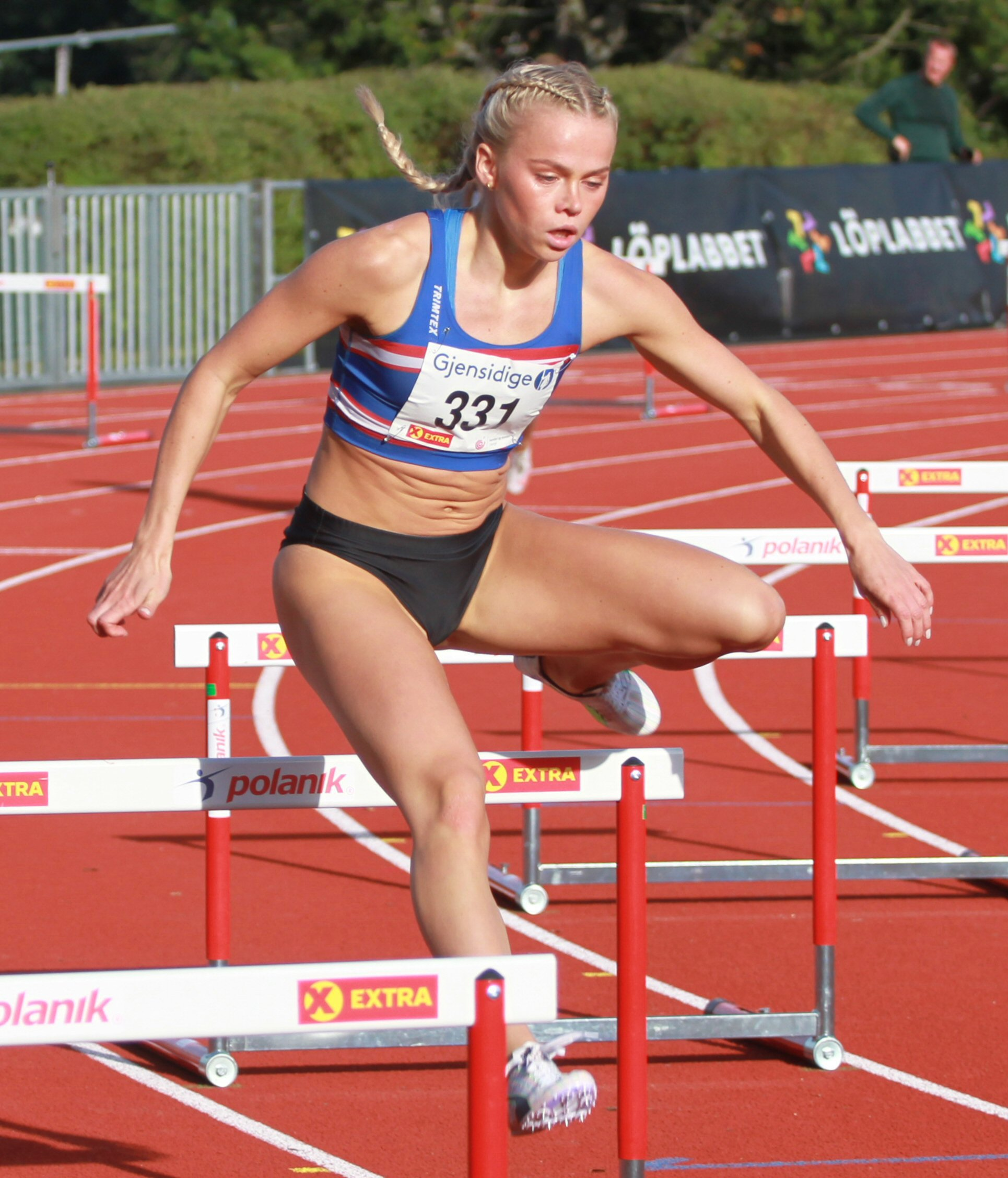
Andrea Rooth – im dritten Vorlauf nach Fehlstart disqualifiziert

20. August 2022, 20:49 Uhr MESZ
Wind: −0,5 m/s
| Platz | Name             | Nation    | Zeit (s)                    |
| ----- | ---------------- | --------- | --------------------------- |
| 1     | Elisa Di Lazzaro | Italien   | 0013,11                     |
| 2     | Viktória Forster | Slowakei  | 0013,19                     |
| 3     | Xènia Benach     | Spanien   | 0013,26                     |
| 4     | Olímpia Barbosa  | Portugal  | 0013,29                     |
| 5     | Noemi Zbären     | Schweiz   | 0013,34                     |
| 6     | Victoria Rausch  | Luxemburg | 0013,37                     |
| 7     | Ivana Lončarek   | Kroatien  | 0013,50                     |
| DSQ   | Andrea Rooth     | Norwegen  | IWR 162, TR16.8 – Fehlstart |

## Halbfinale
21. August 2022
In den drei Halbfinalläufen qualifizierten sich die jeweils ersten beiden Athletinnen – hellblau unterlegt – sowie die darüber hinaus zwei zeitschnellsten Läuferinnen – hellgrün unterlegt – für das Finale.

### Halbfinallauf 1

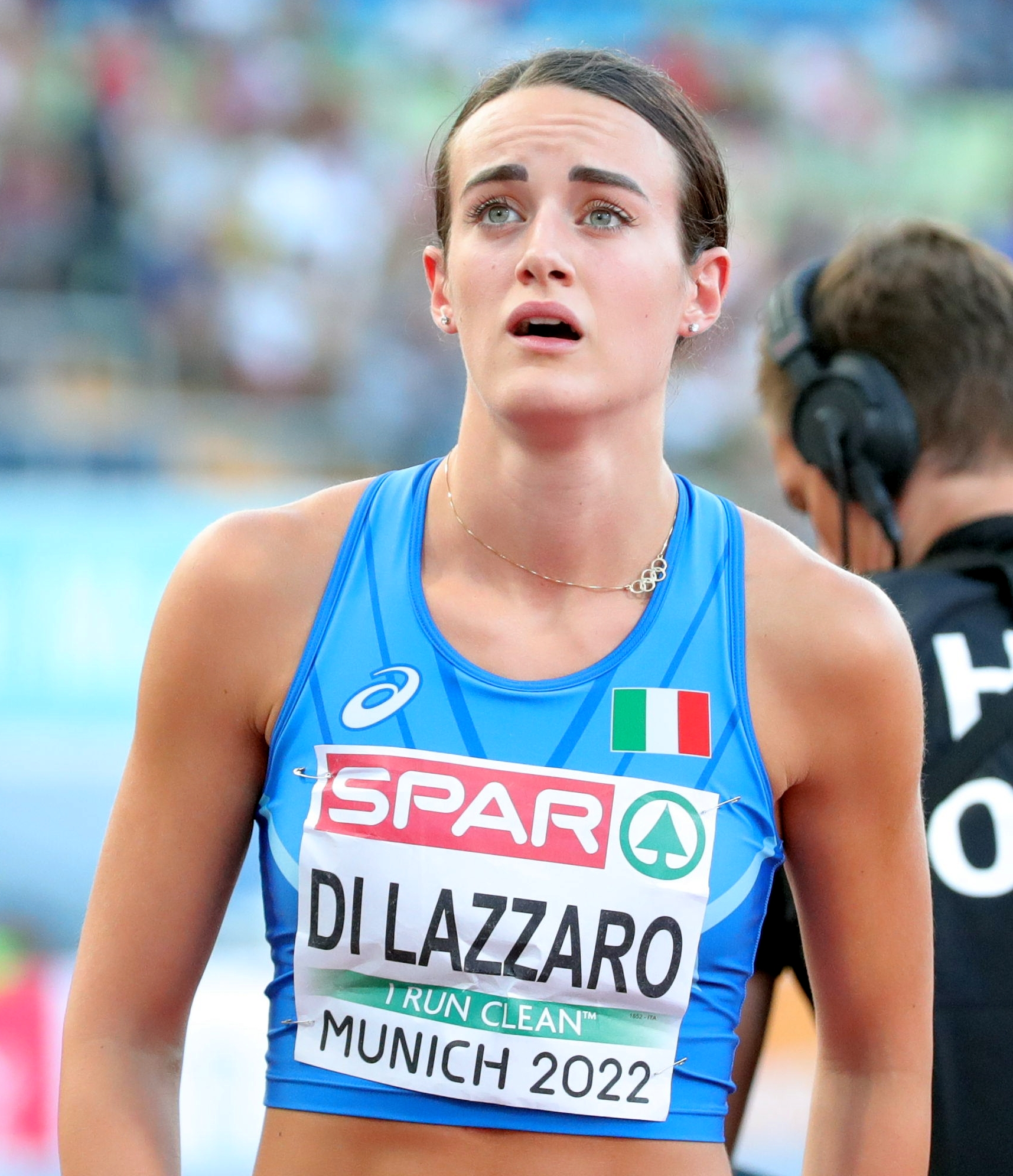
Elisa Di Lazzaro – ausgeschieden als Fünfte des ersten Halbfinals
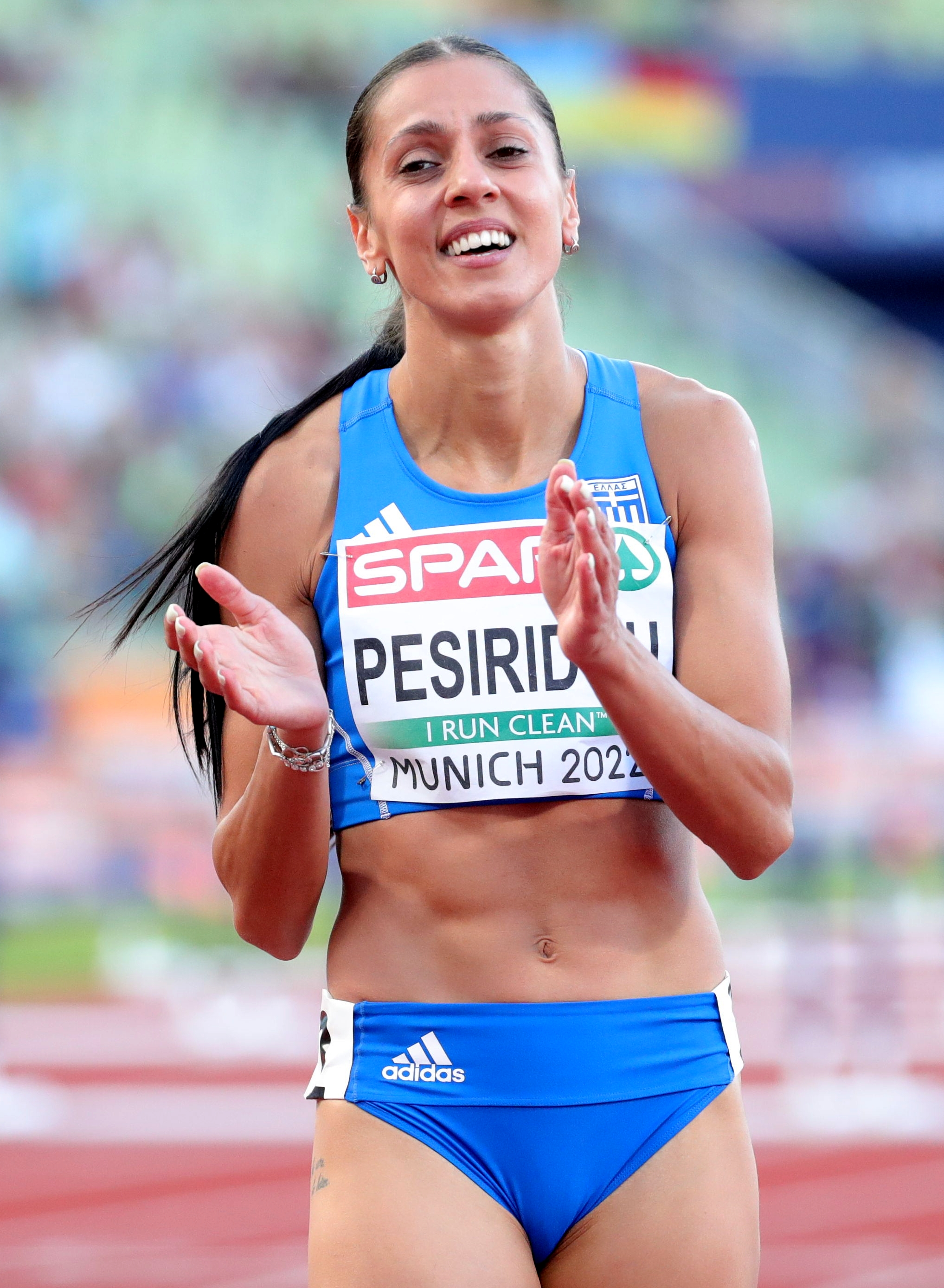
Elisavet Pesiridou – ausgeschieden als Sechste des ersten Halbfinals
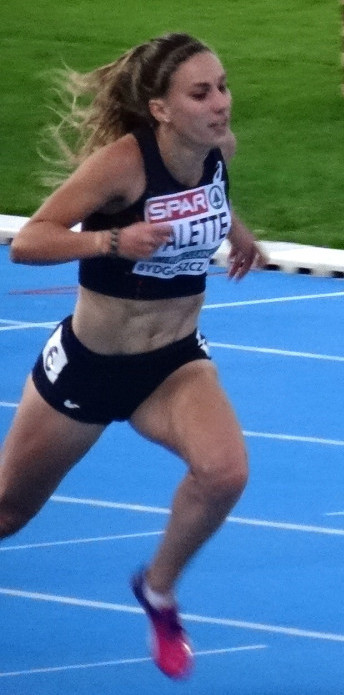
Laura Valette – ausgeschieden als Siebte des ersten Halbfinals

21. August 2022, 19:10 Uhr MESZ
Wind: +0,3 m/s
| Platz | Name                 | Nation       | Zeit (s) |
| ----- | -------------------- | ------------ | -------- |
| 1     | Nadine Visser ‡      | Niederlande  | 12,74    |
| 2     | Ditaji Kambundji ‡   | Schweiz      | 12,78    |
| 3     | Mette Graversgaard ‡ | Dänemark     | 12,87    |
| 4     | Klaudia Siciarz ‡    | Polen        | 13,00    |
| 5     | Elisa Di Lazzaro     | Italien      | 13,11    |
| 6     | Elisavet Pesiridou   | Griechenland | 13,19    |
| 7     | Laura Valette        | Frankreich   | 13,20    |
| 8     | Viktória Forster     | Slowakei     | 13,50    |

### Halbfinallauf 2
21. August 2022, 19:18 Uhr MESZ
Wind: +0,1 m/s
| Platz | Name               | Nation         | Zeit (s) |
| ----- | ------------------ | -------------- | -------- |
| 1     | Pia Skrzyszowska ‡ | Polen          | 12,66    |
| 2     | Luca Kozák ‡       | Ungarn         | 12,69 NR |
| 3     | Sarah Lavin ‡      | Irland         | 12,79    |
| 4     | Noemi Zbären       | Schweiz        | 13,15    |
| 5     | Laëticia Bapté ‡   | Frankreich     | 13,16    |
| 6     | Maayke Tjin-A-Lim  | Niederlande    | 13,21    |
| 7     | Victoria Rausch    | Luxemburg      | 13,33    |
| 8     | Jessica Hunter     | Großbritannien | 13,43    |

### Halbfinallauf 3

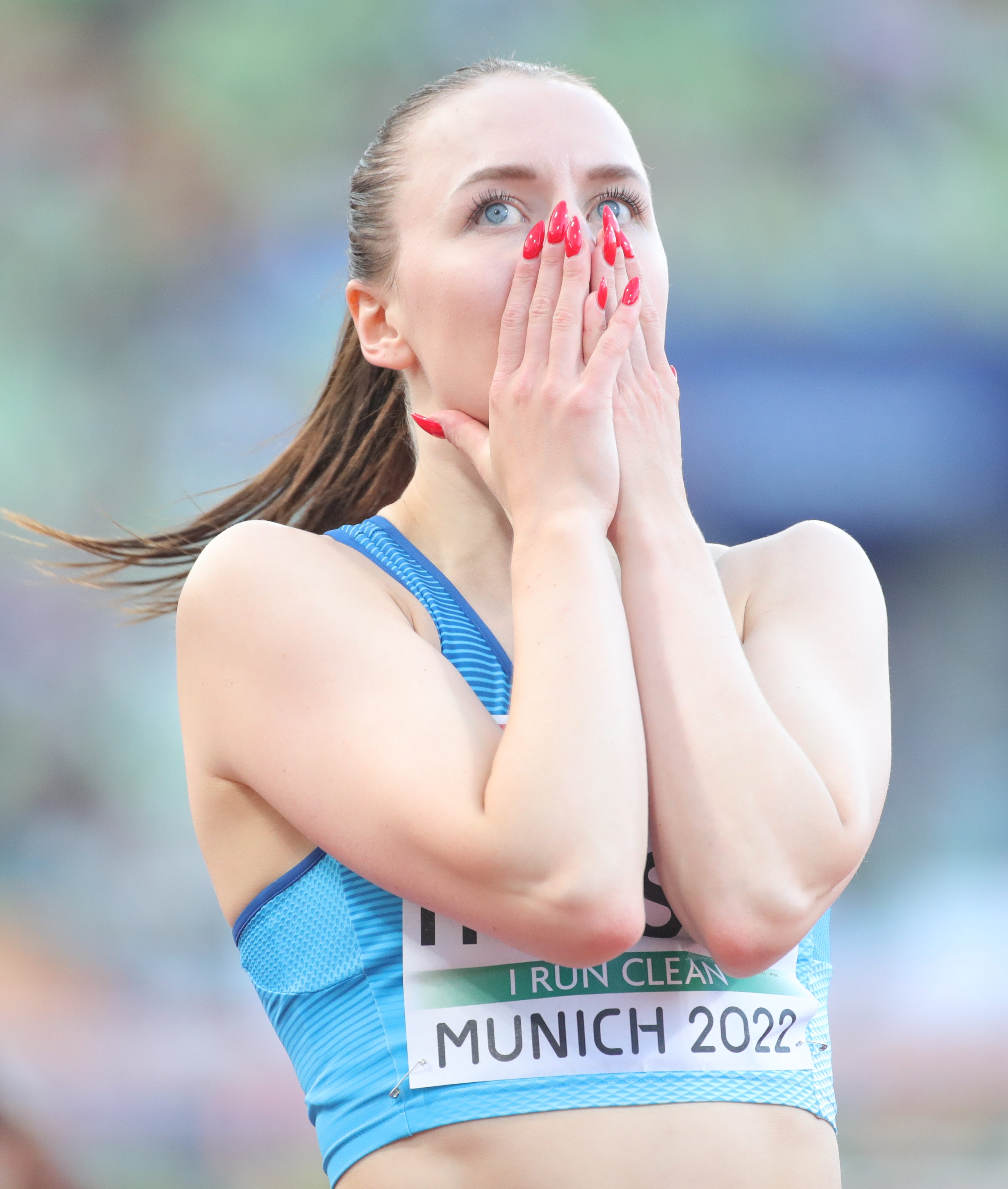
Reetta Hurske – ausgeschieden als Dritte des dritten Halbfinals
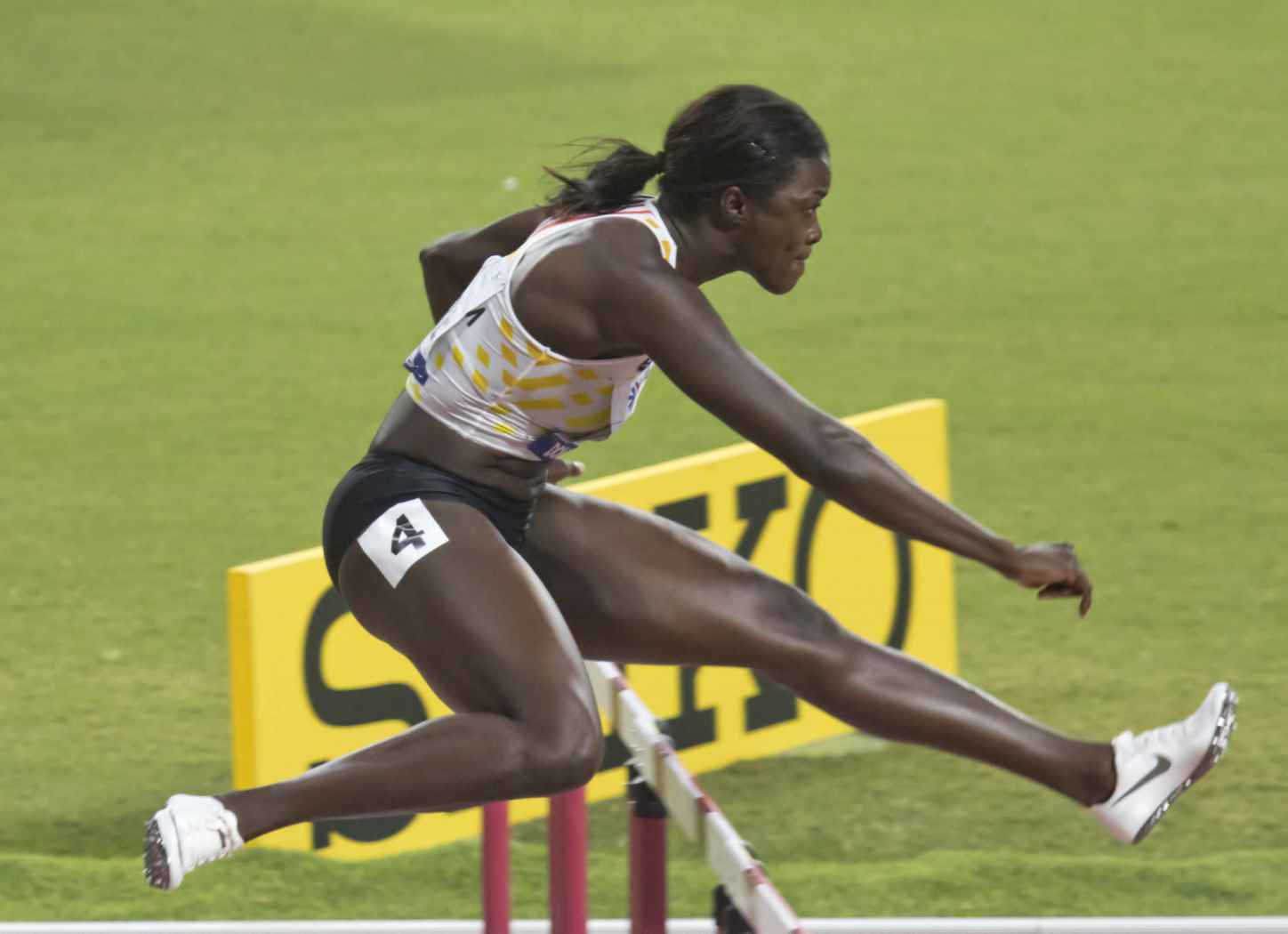
Anne Zagré – ausgeschieden als Fünfte des dritten Halbfinals
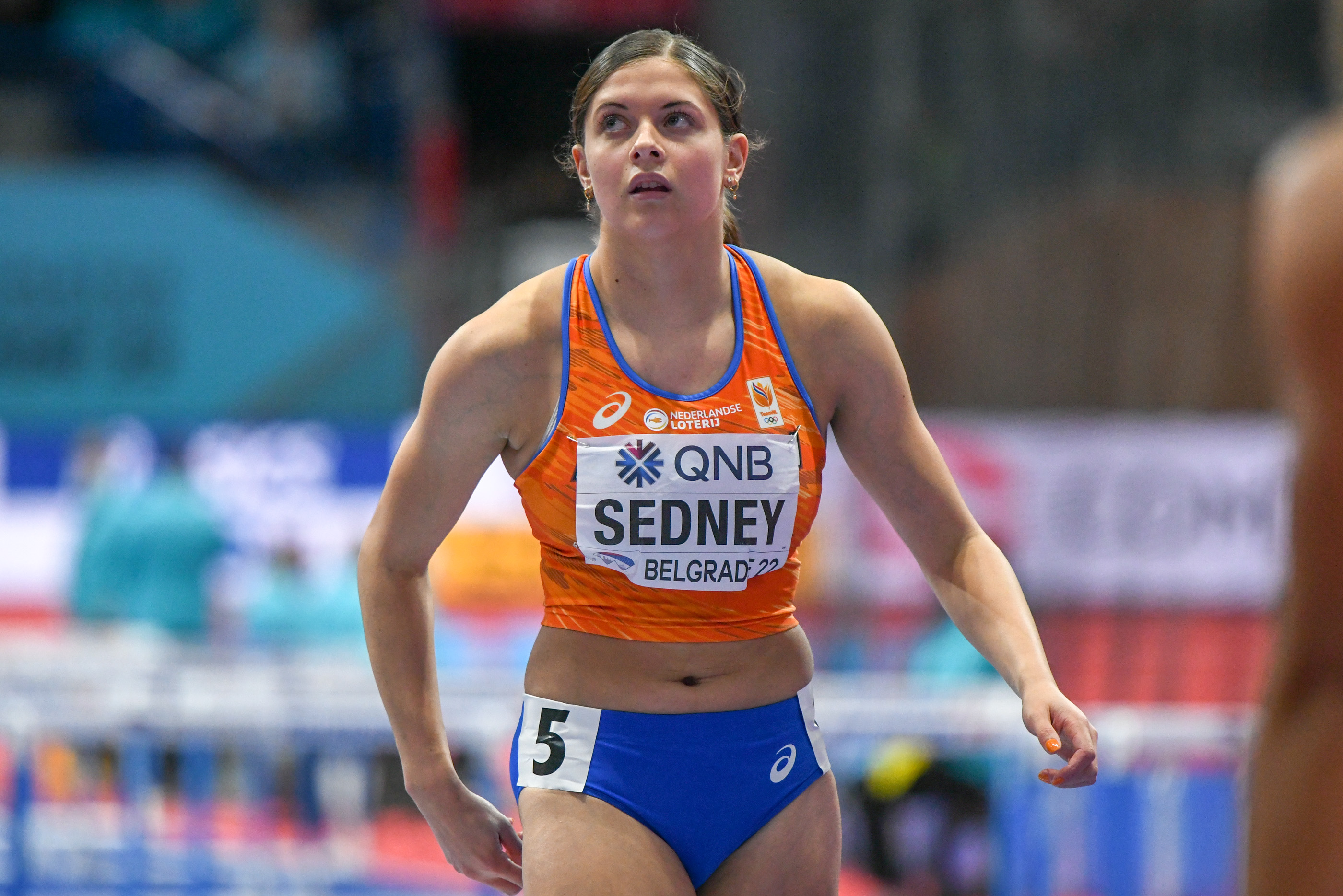
Zoë Sedney – ausgeschieden als Siebte des dritten Halbfinals
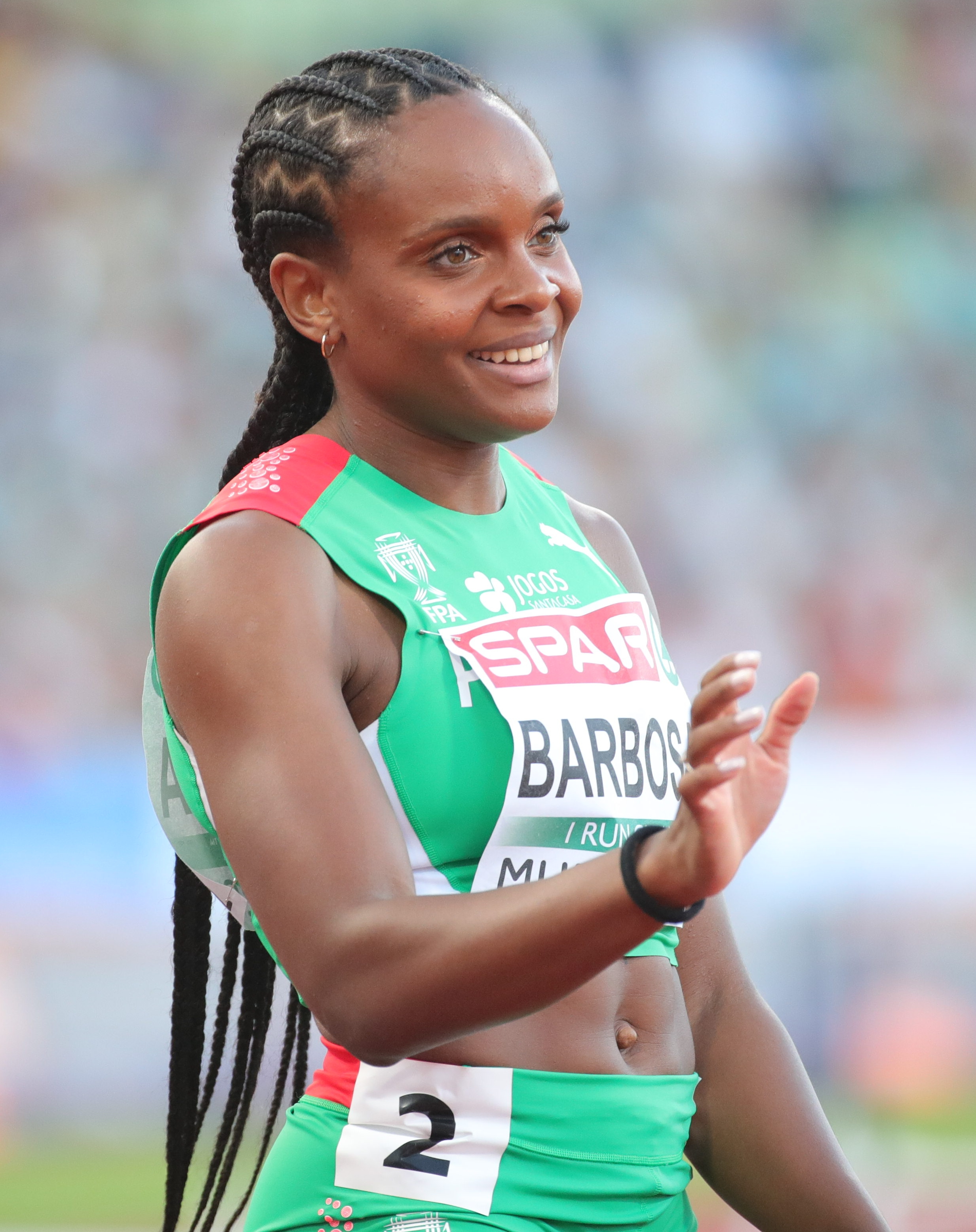
Olímpia Barbosa – ausgeschieden als Achte des dritten Halbfinals

21. August 2022, 19:26 Uhr MESZ
Wind: −0,1 m/s
| Platz | Name                  | Nation         | Zeit (s) |
| ----- | --------------------- | -------------- | -------- |
| 1     | Cindy Sember ‡        | Großbritannien | 12,62    |
| 2     | Cyréna Samba-Mayela ‡ | Frankreich     | 12,82    |
| 3     | Reetta Hurske ‡       | Finnland       | 12,95    |
| 4     | Klaudia Wojtunik      | Polen          | 13,03    |
| 5     | Anne Zagré            | Belgien        | 13,12    |
| 6     | Xènia Benach          | Spanien        | 13,18    |
| 7     | Zoë Sedney ‡          | Niederlande    | 13,42    |
| 8     | Olímpia Barbosa       | Portugal       | 13,57    |

## Finale

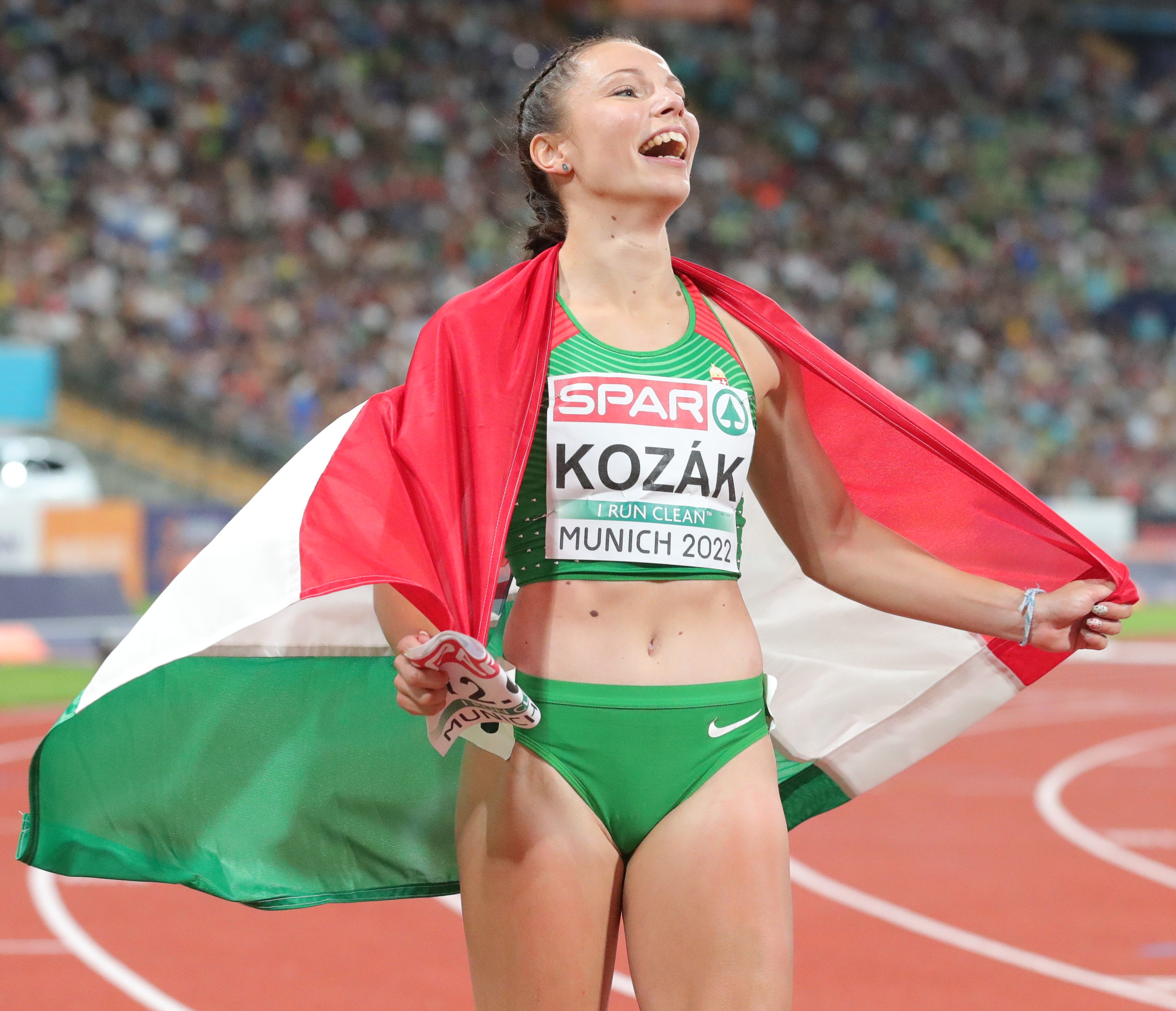
Luca Kozák lief zweimal ungarischen Landesrekord und wurde Vizeeuropameisterin
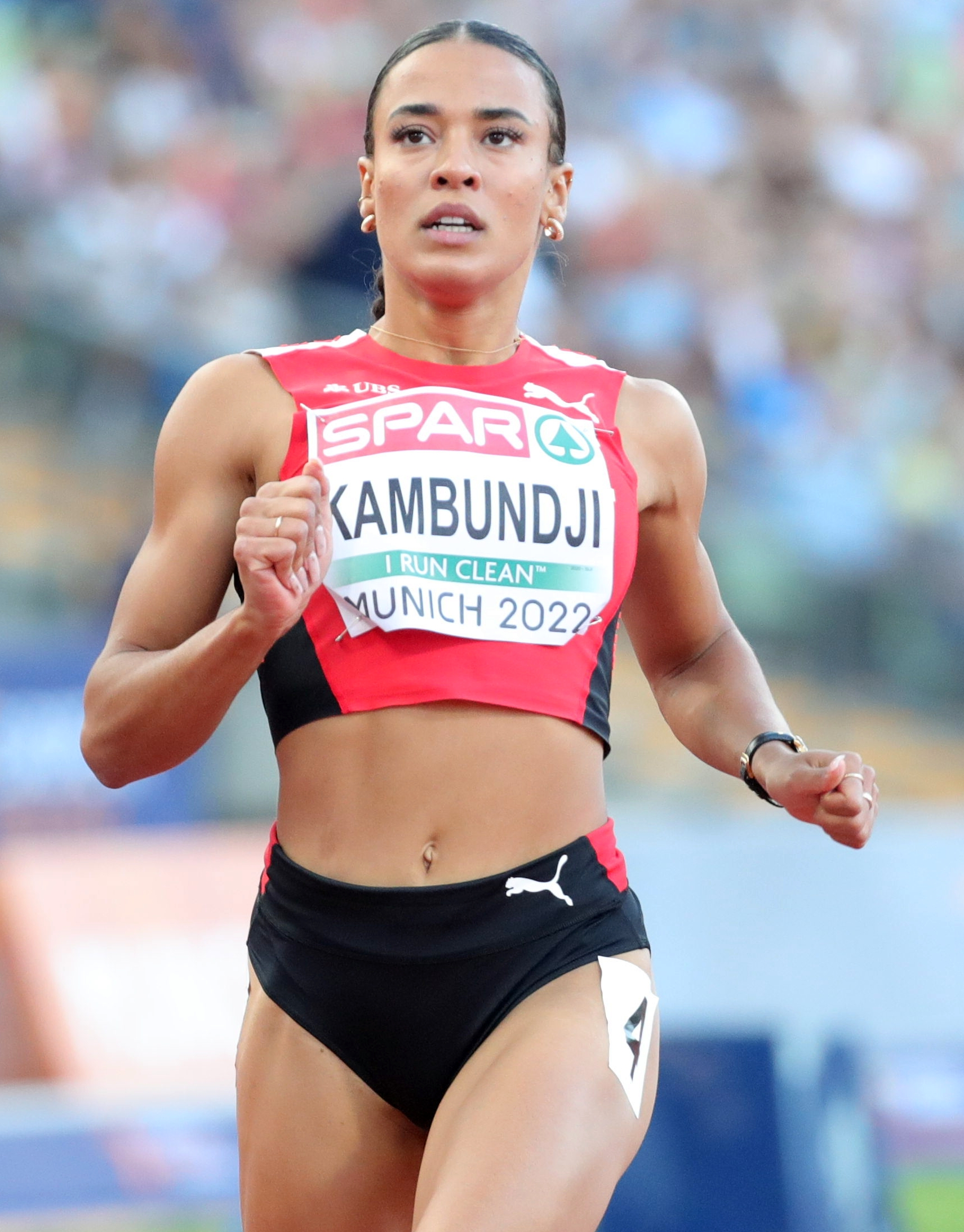
Bronzemedaillengewinnerin Ditaji Kambundji

21. August 2022, 20:45 Uhr MESZ
Wind: −0,1 m/s
| Platz | Name                | Nation         | Zeit (s)  |
| ----- | ------------------- | -------------- | --------- |
| 1     | Pia Skrzyszowska    | Polen          | 12,53     |
| 2     | Luca Kozák          | Ungarn         | 12,69 NRe |
| 3     | Ditaji Kambundji    | Schweiz        | 12,74     |
| 4     | Nadine Visser       | Niederlande    | 12,75     |
| 5     | Sarah Lavin         | Irland         | 12,86     |
| 6     | Mette Graversgaard  | Dänemark       | 12,99     |
| 7     | Cyréna Samba-Mayela | Frankreich     | 13,05     |
| 8     | Cindy Sember        | Großbritannien | 13,16     |

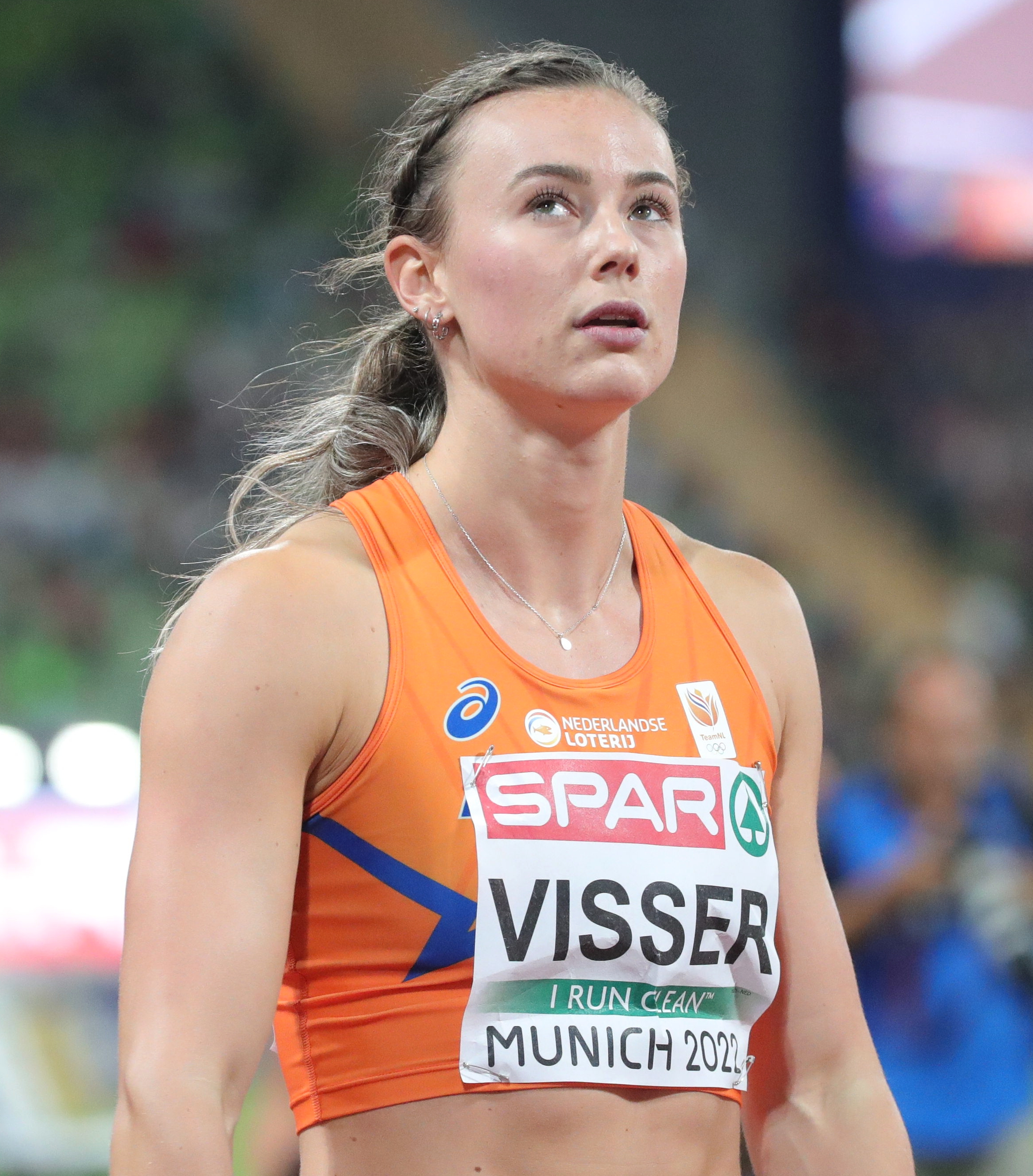
Die viertplatzierte Nadine Visser
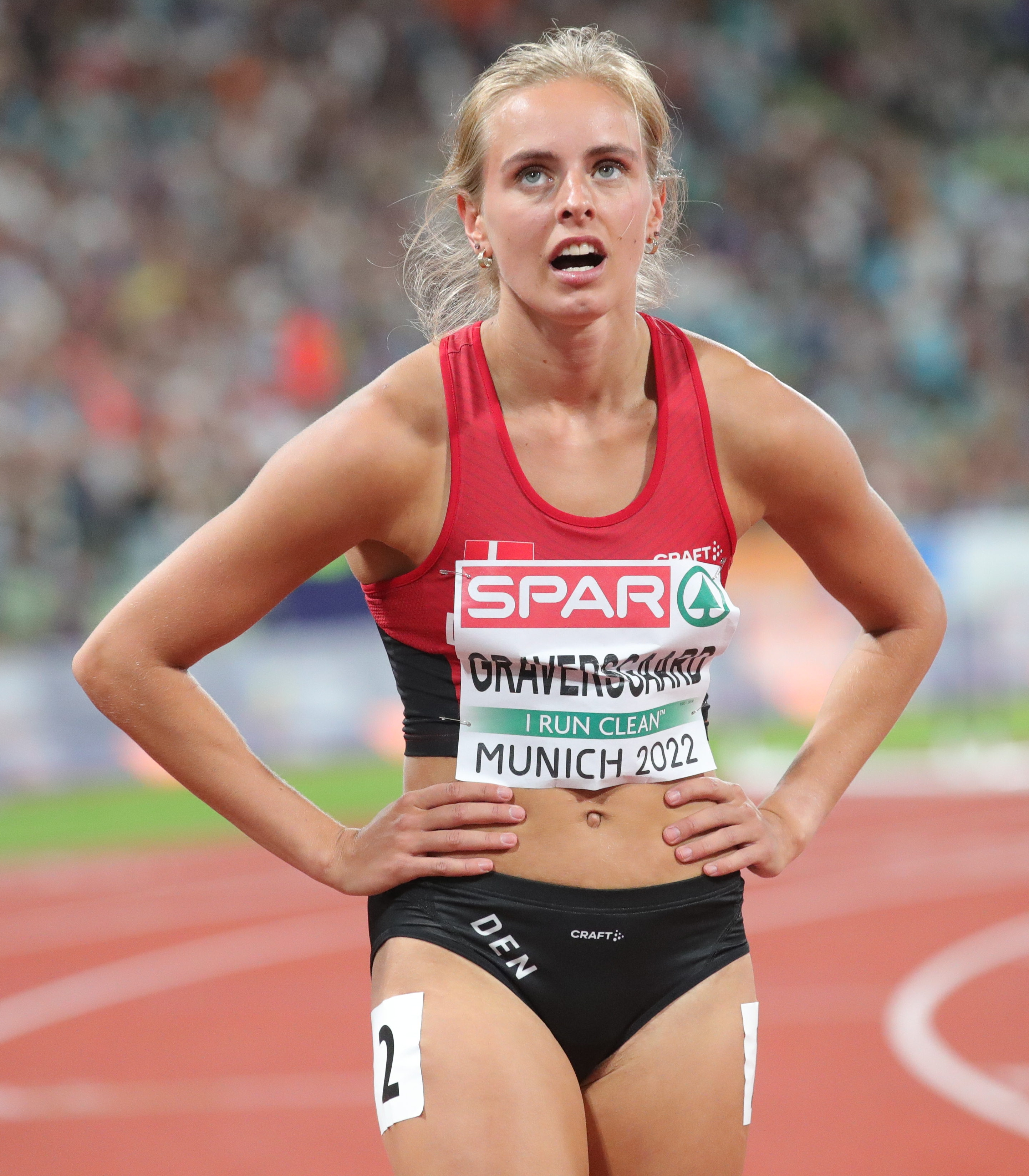
Mette Graversgaard belegte Rang sechs
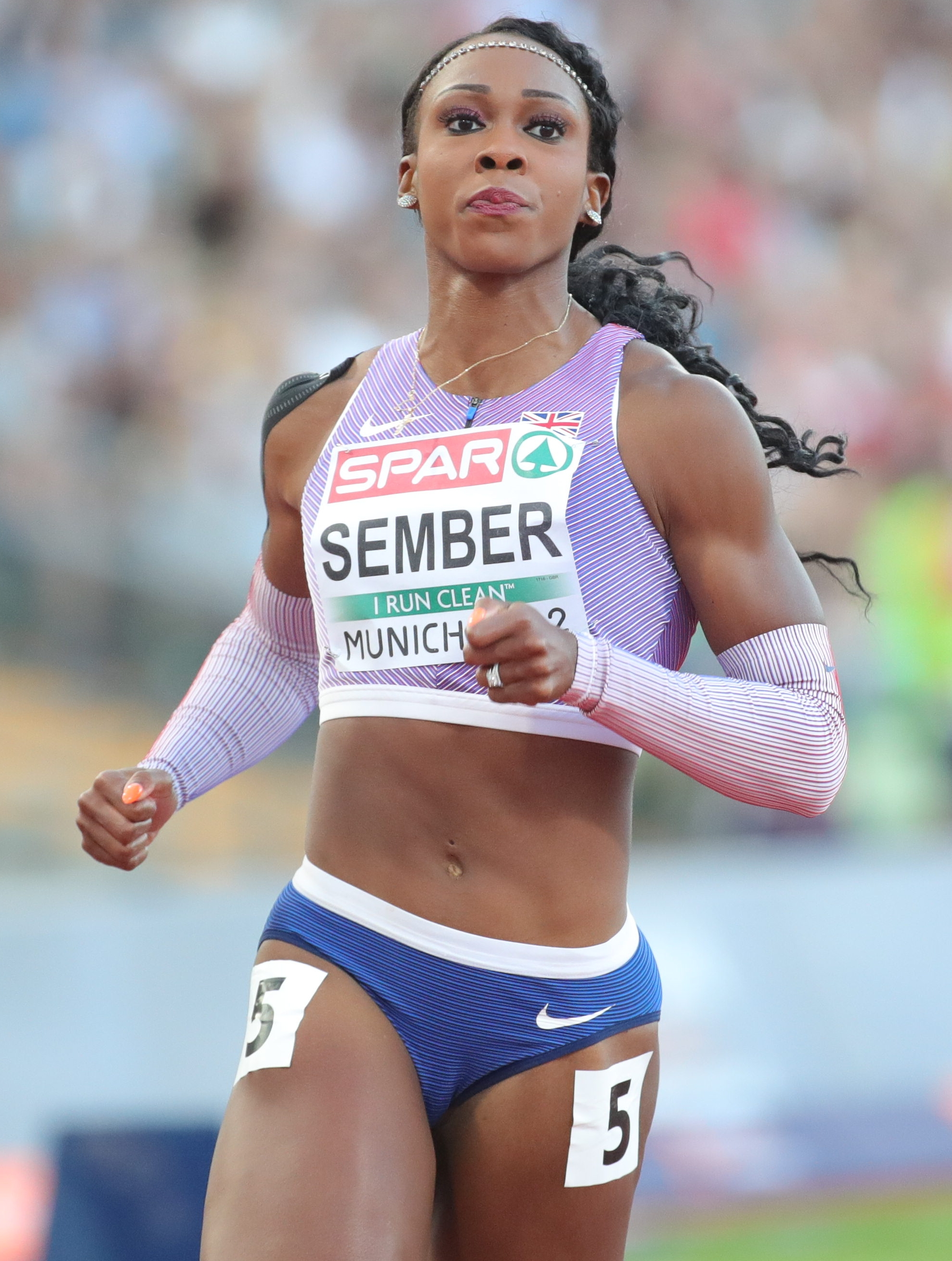
Cindy Sember, frühere Cindy Ofili, kam auf den achten Platz

## Videolink
- 100m Hurdles Women Final Munich 2022 European Athletics Championships, youtube.com, abgerufen am 8. April 2023